# Zhou Youguang

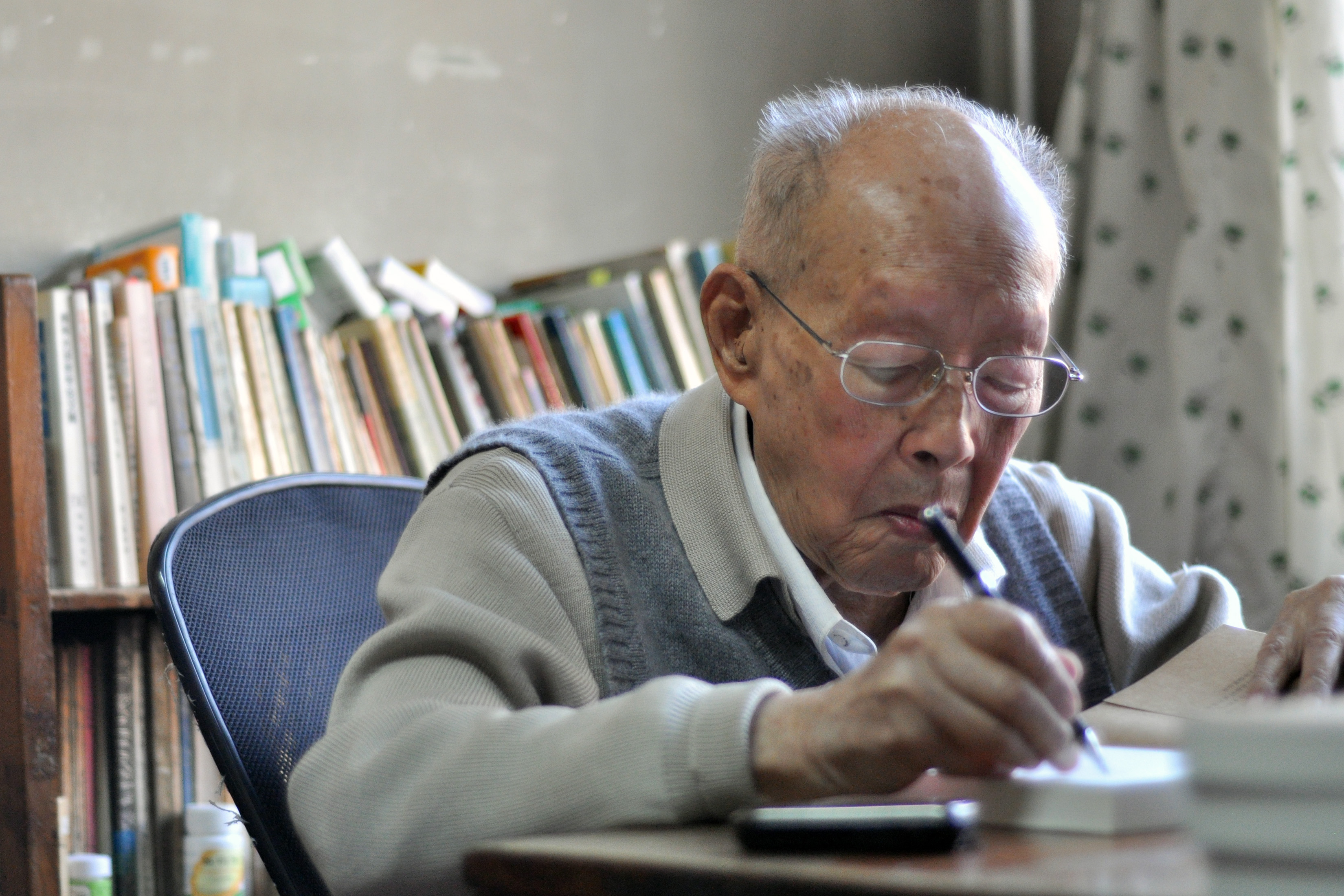
Zhou Youguang (2012)

Zhou Youguang (chinesisch 周有光, Pinyin Zhōu Yǒuguāng; eigentlich 周耀平,  Zhōu Yàopíng; * 13. Januar 1906 in Changzhou; † 14. Januar 2017 in Peking) war ein chinesischer Ökonom und Linguist, der mit Pinyin die am meisten gebrauchte Transkription des Chinesischen in Lateinschrift entwickelt hat.

## Leben
Zhou Youguang studierte ab 1923 Ökonomie und Linguistik an der Saint John’s University in Shanghai. 1925 verließ er die Universität während der Bewegung des 30. Mai und setzte sein Studium bis 1927 an der Pädagogischen Universität Ostchina fort, die ebenfalls in Shanghai liegt.
Als Repräsentant einer chinesischen Bank lebte Zhou von 1946 bis 1949 in New York City. Von 1949 bis 1955 lehrte er als Professor für Wirtschaftswissenschaften an der Fudan-Universität in Shanghai, nebenbei hörte er Vorlesungen im Fach Linguistik. 1956 bis 1988 gehörte er dem chinesischen Schriftreformkomitee an. Während der Kulturrevolution von 1966 wurde er ab 1969 für zwei Jahre in ein Arbeitslager geschickt. Er ist Erfinder der Pinyin, der in den meisten chinesischsprachigen Ländern offiziellen bzw. weltweit am meisten gebrauchten Transkription des Chinesischen in Lateinschrift.
In späteren Lebensjahren äußerte sich Zhou kritisch über die Politik der Kommunistischen Partei Chinas, weswegen einige seiner Veröffentlichungen in China verboten wurden. Er forderte mehr Demokratisierung und äußerte die Auffassung, dass Deng Xiaoping seinen Ruf als Reformer durch das Tiananmen-Massaker, das er mitzuverantworten habe, verspielt habe.
Am 13. Januar 2016 feierte Zhou seinen 110. Geburtstag. Er war von 1933 bis zu deren Tod 2002 mit Zhang Yunhe verheiratet, mit der er zwei Kinder hatte. Er starb einen Tag nach seinem 111. Geburtstag.

## Veröffentlichungen (Auswahl)
- The historical evolution of Chinese languages and scripts. National East Asian Languages Resource Center, Columbus (Ohio) 2003, ISBN 0-87415-349-2.